# Endstille
Endstille ist eine Metal-Band aus Deutschland.

## Geschichte
Endstille wurde im Jahr 2000 von L. Wachtfels (Gitarre), Mayhemic Destructor (Schlagzeug), Iblis (Gesang) und Cruor (Bass) in Kiel gegründet. L. Wachtfels und Mayhemic Destructor hatten vorher bei der Band Tauthr gespielt, Iblis und Cruor bei Octoria. Mayhemic Destructor spielt unter dem Pseudonym „Mayhemic Sensation“ auch bei der Blues-/Boogie-/Rockband Overdrive Sensation, mit deren Gitarristen er zuvor in einer Stoner-Rock-Band gespielt hatte.
Endstille gehört zu den erfolgreicheren deutschen Bands aus dem Black-Metal-Umfeld; die CD-Fassung des Albums Navigator (2005) wurde zunächst in einer 3000er-Auflage gepresst, die noch vor seiner offiziellen Veröffentlichung, dem 1. August, ausverkauft war, da das Label Twilight die CDs im Vorfeld versandt hatte und einige Läden es vorzeitig verkauften. Noch im August wurden weitere 2000 Exemplare gepresst. Außerdem war das Album einige Wochen vor dem Veröffentlichungstermin ins Internet gelangt, sodass Mayhemic Destructor ankündigte, es werde künftig keine Promotion mehr geben. Da die Band mit dem Vertrieb ihrer Alben im Ausland unzufrieden war, schloss sie einen Vertrag mit Regain Records ab.
2009 verließ Gründungsmitglied Iblis die Band. Die Gründe hierfür wurden nicht bekannt gegeben. Vorerst halfen Mannevond (Koldbrann) und Lugubrem (Mordskog, Crimson Moon) als Sänger aus. Mittlerweile wurde nun mit Zingultus (Nagelfar, Graupel, Graven) ein neuer Sänger gefunden, welcher auch fest in das Line-up übernommen wurde. Während Nagelfar und Graupel im Untergrund akzeptiert werden, wird Endstille „eher kritisch beäugt“; Zingultus’ Beitritt wird teilweise als Verrat angesehen, teils als „Perfektion für Endstille“.
Seit dem 28. Juni 2010 wurde das neue Album Infektion 1813 aufgenommen, welches im Dezember veröffentlicht werden sollte. Im Januar 2011 wechselte die Band zu ihrem neuen Label Season of Mist. Infektion 1813 erschien in Europa schließlich am 16. Mai und in den USA am 17. Mai.

## Stil und Texte

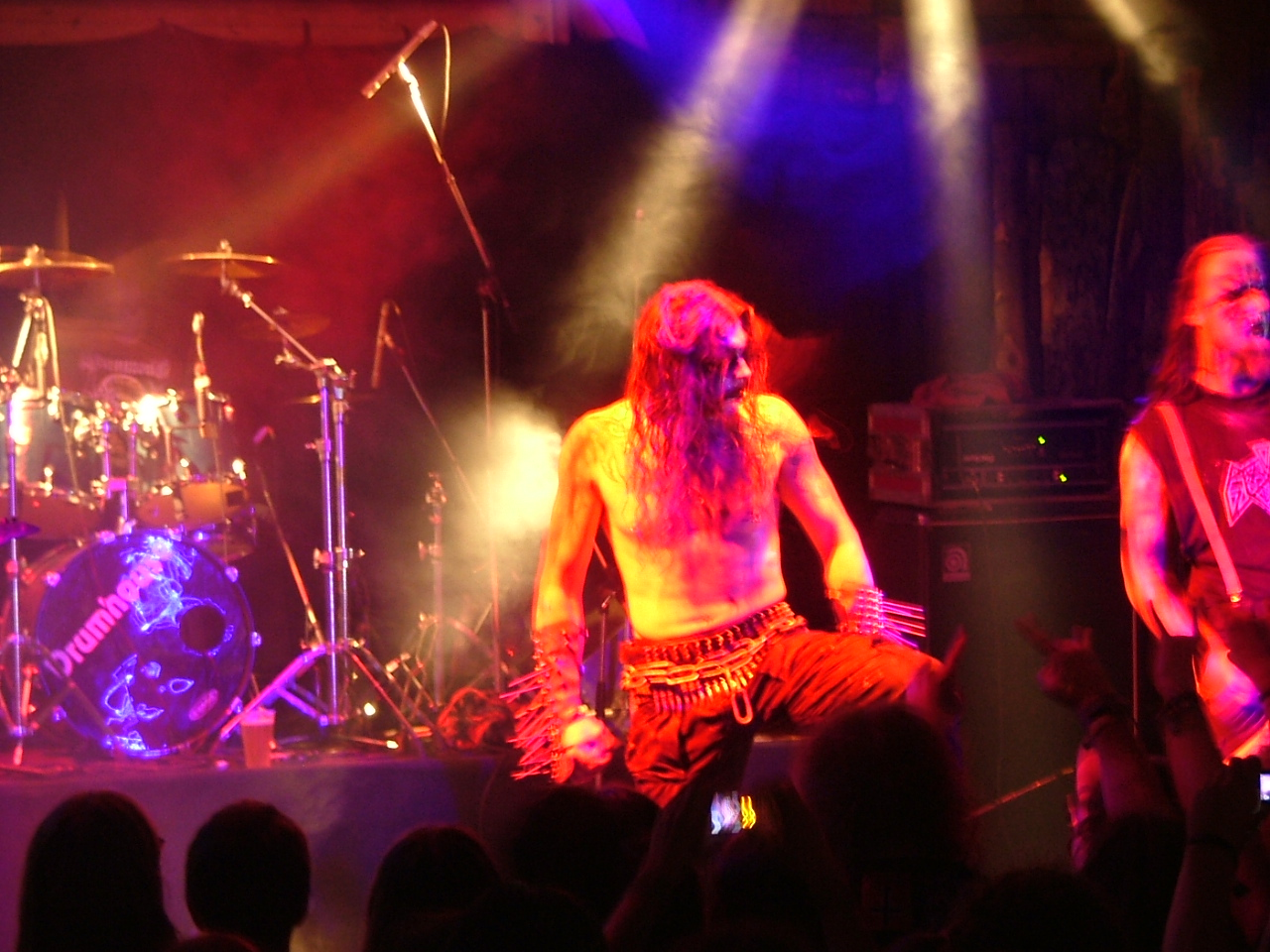
Endstille live

Die Band selbst bezeichnete ihre Musik früher als „ekeligen aggressiven Black-Metal, mit der Feuergeschwindigkeit eines MG 42 und der Durchschlagskraft schwerer Schiffsartillerie“. Für den aktuellen Sänger Zingultus hingegen ist Endstille „keine Black Metal-Band im ursprünglichen Sinne“, sondern eine extreme Metal-Band. Die Texte beziehen sich weitgehend auf persönliche Erfahrungen und Meinungen sowie um Kriegsszenarien bzw. Taktiken und Strategien im Krieg. Iblis, der die meisten Texte für die Band schrieb, weigerte sich allerdings meistens, diese abdrucken zu lassen, was er damit begründete, dass es ihm zu persönlich sei. Die von Cruor geschriebenen Texte hingegen werden abgedruckt.
Als Einflüsse nennt Mayhemic Destructor Voivod, Katatonia, Burzum und Gorgoroth. Die Musik von Endstille ist von dissonanten Akkorden und unterschwelligen, durch extreme Verzerrung oft nur schwer zu erkennenden Gitarrenmelodien geprägt. Das oft hohe Tempo des Schlagzeugs wird vom schnellen Gitarrenspiel unterstützt, allerdings sind die Akkordwechsel eher gemächlich. Endstille sieht Monotonie als ein legitimes musikalisches Mittel, um die gewünschte Atmosphäre und Stimmung zu vermitteln. Aufgrund des monotonen und extremen Stils sowie der Kriegsthematik wird die Band auch mit Marduk verglichen. Mayhemic Destructor meint allerdings, bis auf die Geschwindigkeit hätten die Bands keine musikalischen Gemeinsamkeiten.
Die Gruppe bezieht sich in ihrer Selbstdarstellung auf bekannte deutsche Waffen aus der Zeit des Zweiten Weltkrieges („Feuergeschwindigkeit eines MG 42 und […] Durchschlagskraft schwerer Schiffsartillerie“) und den Holocaust („Der Tod ist ein Meister aus unserem Reich“, in Anspielung auf die Todesfuge von Paul Celan). Dies in Verbindung mit den Texten und der Gestaltung der Plattencover (z. B. ist auf dem Cover von Dominanz das Schlachtschiff Bismarck zu sehen) ist für viele Kritiker ein Indiz für eine rechtsextreme Affinität der Band. Die Band selbst distanziert sich ausdrücklich vom NSBM und betont, unpolitisch zu sein. Mayhemic Destructor sagte gegenüber dem Sheol Magazine, er habe „mit Deutschland nichts am Hut“ und die Band lehne es ab, mit Bands zu spielen, „die in irgend einer Art und Weise politisches Gedankengut“ vertreten. Auf einem Konzert in München ließ Mayhemic Destructor einen Konzertbesucher mit Graveland-T-Shirt hinauswerfen. Die Gestaltung der Alben beinhaltet Bilder von Gräbern, Leichen, der Bismarck und zerstörten Städten, die Band achtet aber darauf, dass die Bilder keine Namen, Symbole oder sonstigen Elemente des Nationalsozialismus enthalten, da sie nicht mit der NSBM-Szene in Verbindung gebracht werden will.

## Diskografie
- 2001: DEMOn
- 2002: Operation Wintersturm (Wiederveröffentlichung 2004)
- 2003: Frühlingserwachen
- 2004: Dominanz
- 2005: Navigator
- 2006: Lauschangriff … (Split-LP mit Graupel)
- 2007: Endstilles Reich
- 2009: Verführer
- 2010: Endstille/Kilt (12"- und CD-Split)
- 2011: Infektion 1813
- 2013: Kapitulation 2013
- 2023: DetoNation 2023